# Giovan Battista di Crollalanza
Giovan Battista di Crollalanza, conosciuto anche come Giovanni Battista (di) Crollalanza (Fermo, 19 maggio 1819 – Pisa, 8 marzo 1892), è stato uno storico, genealogista e araldista italiano.
È noto anche per aver fondato il periodico Annuario della nobiltà Italiana nel 1878.

## Biografia
Figlio di Pietro, originario di Chiavenna, nacque da una nobile ed antica famiglia di remote origini milanesi e fu insegnante in vari istituti superiori. Fondò a Carpi il collegio "Principe Umberto"; fu poi direttore del collegio nazionale di Imola. È ricordato per aver fondato nel 1874 a Fermo il Giornale araldico e l'anno successivo a Pisa l'Accademia italiana d'araldica, poi Regia Accademia Araldica Italiana.
Lo resero famoso e lo collocano, ai primi posti, fra gli studiosi di araldica e genealogia a livello mondiale di tutti i tempi le sue opere a stampa. Fra queste spicca, in special modo, il periodico Annuario della nobiltà italiana da lui creato nel 1878 e il Dizionario storico-blasonico delle famiglie nobili e notabili italiane, in tre volumi, dato alle stampe nel 1886. Dal secondo matrimonio di G.B. di Crollalanza con Teresa Zoli di Forlì, nacque nel 1855 a Fermo Goffredo, che succedette al padre nella direzione delle riviste.
Celebre araldista egli stesso, Goffredo di Crollalanza fu segretario della Regia Accademia Araldica italiana (o Accademia italiana d'araldica), dopo aver vissuto diversi anni in Francia come giornalista e romanziere. Dal 1892 sino alla morte nel 1905 fu il secondo direttore e compilatore dell'Annuario della nobiltà italiana. Gli succedette nella direzione il fratellastro Aldo, con il quale il repertorio cessò le pubblicazioni nel 1905 e terminò così la prima serie dell'opera.
È sepolto nel cimitero Suburbano di Pisa.